# Andrea Ronchi
Andrea Ronchi (Perugia, 3 agosto 1955) è un politico italiano, ministro per le politiche comunitarie nel governo Berlusconi IV dal marzo 2008 fino al novembre 2010.

## Biografia
Laureato in scienze politiche, inizia la sua militanza politica da giovanissimo nel Movimento Sociale Italiano.
Giornalista per la carta stampata e conduttore televisivo su emittenti locali del Lazio, nel 1994 Ronchi è tra i fondatori di Alleanza Nazionale.

### Deputato di AN (2001-08)
Con AN è eletto deputato alla Camera per la prima volta nel 2001.
Nel 2005, con la nomina di Mario Landolfi a ministro delle comunicazioni del terzo governo Berlusconi, Ronchi prende il suo posto come portavoce del partito, entrando così a far parte della segreteria politica di Alleanza Nazionale.
Alla fine del 2005, avanza, come primo firmatario, una proposta di legge riguardante il ritorno della vendita collettiva dei diritti televisivi delle partite di calcio, sottoposta all'esame della Commissione Cultura. La proposta di legge decade assieme alla legislatura.
A seguito delle elezioni politiche del 2006, Ronchi conferma il suo seggio alla Camera dei deputati, venendo eletto con Alleanza Nazionale nella circoscrizione Lombardia 1 ed entra a far parte della III Commissione permanente (Affari Esteri e Comunitari).
All'interno di AN, Ronchi è considerato un finiano doc, ovvero uno dei fedelissimi del leader del partito, di cui è portavoce.

### Ministro per le politiche comunitarie (2008-2010)
Nel 2008 viene rieletto alla Camera con il Popolo della Libertà, e nel governo Berlusconi IV è ministro per gli affari europei.
Il 17 febbraio 2009 ne viene pubblicata una foto insieme ad uno dei fondatori del circolo neofascista Cuore nero, e presidente del comitato Destra per Milano (confluito nel Popolo della Libertà), Roberto Jonghi Lavarini. Il ministro ha replicato dicendo che "probabilmente è una vecchia foto di quando Jonghi era iscritto ad An".

#### Decreto Ronchi (2009)
Nel 2009 il governo Berlusconi IV pone la fiducia sulla conversione in legge del decreto Ronchi, che in 30 articoli intende adempiere in ritardo obblighi comunitari e sanare procedure di infrazione su argomenti disparati, quali le autoriparazioni, la liberalizzazione delle rotte marine, lo smaltimento delle apparecchiature elettroniche, la definizione del made in Italy.
In ambito di servizi idrici, il decreto recepisce i principi comunitari di "economicità, efficacia, imparzialità, trasparenza, adeguata pubblicità, non discriminazione, parità di trattamento" per l'affidamento ai privati dei servizi pubblici locali o la scelta del partner privato nelle aziende miste. 
Il decreto stabilisce inoltre che nelle società già quotate in borsa che si occupano della gestione di servizi idrici la quota di capitale in mano pubblica non sia superiore al 30%, lasciando la maggioranza ai privati; d'altra parte, come già la legislazione previgente, è consentita la gestione interamente pubblica attraverso società cosiddette "in house", previo parere non vincolante dell'Autorità garante della concorrenza e del mercato. 
Il provvedimento ha suscitato dure reazioni da parte di chi ritiene che con la privatizzazione i prezzi possano in realtà anche aumentare. In particolare, la norma del decreto che stabiliva la determinazione della tariffa del servizio idrico integrato in base all'adeguata remunerazione del capitale investito è stata abrogata dal referendum del 12 e 13 giugno 2011.

### Futuro e Libertà
Nell'agosto del 2010 abbandona il gruppo parlamentare del PdL per aderire a quello di Futuro e Libertà per l'Italia, divenendo così l'unico finiano ad essere ministro nel quarto esercutivo guidato da Berlusconi.
Il 15 novembre 2010 il ministro per le politiche comunitarie Andrea Ronchi insieme al vice ministro dello sviluppo economico Adolfo Urso e ai sottosegretari di Stato all'ambiente Roberto Menia e alle politiche agricole Antonio Buonfiglio, tutti esponenti del nuovo gruppo finiano Futuro e Libertà per l'Italia si dimettono lasciando il governo Berlusconi IV a causa della negazione da parte del premier Silvio Berlusconi di dimettersi come aveva invece chiesto il loro leader Gianfranco Fini.. Viene indicato da Fini il 13 febbraio 2011 come Presidente dell'Assemblea Nazionale del nuovo partito Futuro e Libertà per l'Italia. Si dimette dall'incarico il 18 maggio 2011 a seguito della ufficializzazione della linea del partito che, ai ballottaggi delle elezioni comunali di Napoli e Milano, non avrebbe sostenuto i candidati di centro-destra Lettieri e Moratti.
Il 9 luglio 2011, insieme a Adolfo Urso e Pippo Scalia si dimette da FLI, ed entra nel Gruppo misto.

### Fareitalia
Il 9 novembre 2011 Ronchi fonda con Adolfo Urso, Antonio Buonfiglio e Giuseppe Scalia, altri ex esponenti di Futuro e Libertà già usciti dal partito per sostenere il governo Berlusconi e transitati al Gruppo misto, la componente "Fareitalia per la Costituente Popolare". Termina il mandato parlamentare nel marzo 2013.

### Insieme per l'Italia
Il 30 novembre 2013 Ronchi lancia il suo nuovo movimento politico Insieme per l'Italia.